# 32e Film Independent Spirit Awards
De uitreiking van de 32e Film Independent Spirit Awards vond plaats op 25 februari 2017 in Santa Monica tijdens een ceremonie die werd gepresenteerd door Nick Kroll en John Mulaney. De genomineerden werden bekendgemaakt op 22 november 2016 door Édgar Ramírez en Jenny Slate. De grote winnaar was Moonlight van Barry Jenkins met zes prijzen.

## Winnaars en genomineerden
De winnaars staan bovenaan in vet lettertype.

### Beste film
- Moonlight
  - American Honey
  - Chronic
  - Jackie
  - Manchester by the Sea

### Beste debuutfilm
- The Witch
  - The Childhood of a Leader
  - The Fits
  - Other People
  - Swiss Army Man

### Beste regisseur
- Barry Jenkins - Moonlight
  - Andrea Arnold - American Honey
  - Pablo Larraín - Jackie
  - Jeff Nichols - Loving
  - Kelly Reichardt - Certain Women

### Beste script
- Moonlight - Barry Jenkins en Tarell Alvin McCraney
  - 20th Century Women - Mike Mills
  - Hell or High Water - Taylor Sheridan
  - Little Men - Ira Sachs en Mauricio Zacharias
  - Manchester by the Sea - Kenneth Lonergan

### Beste eerste script
- The Witch - Robert Eggers
  - Barry - Adam Mansbach
  - Christine - Craig Shilowich
  - Jean of the Joneses - Stella Meghie
  - Other People - Chris Kelly

### Beste mannelijke hoofdrol
- Casey Affleck - Manchester by the Sea
  - David Harewood - Free in Deed
  - Viggo Mortensen - Captain Fantastic
  - Jesse Plemons - Other People
  - Tim Roth - Chronic

### Beste vrouwelijke hoofdrol
- Isabelle Huppert - Elle
  - Annette Bening - 20th Century Women
  - Sasha Lane - American Honey
  - Ruth Negga - Loving
  - Natalie Portman - Jackie

### Beste mannelijke bijrol
- Ben Foster - Hell or High Water
  - Ralph Fiennes - A Bigger Splash
  - Lucas Hedges - Manchester by the Sea
  - Shia LaBeouf - American Honey
  - Craig Robinson - Morris from America

### Beste vrouwelijke bijrol
- Molly Shannon - Other People
  - Edwina Findley - Free in Deed
  - Paulina García - Little Men
  - Lily Gladstone - Certain Women
  - Riley Keough - American Honey

### Beste cinematografie
- Moonlight - James Laxton
  - American Honey - Robbie Ryan
  - The Childhood of a Leader - Lol Crawley
  - The Eyes of My Mother - Zach Kuperstein
  - Free in Deed - Ava Berkofsky

### Beste montage
- Moonlight - Joi McMillon en Nat Sanders
  - Hell or High Water - Jake Roberts
  - Jackie - Sebastián Sepúlveda
  - Manchester by the Sea - Jennifer Lame
  - Swiss Army Man - Matthew Hannam

### Beste internationale film
- Toni Erdmann, Duitsland en Roemenië - Maren Ade
  - Aquarius, Brazilië - Kleber Mendonça Filho
  - Chevalier, Griekenland - Athina Tsangari
  - My Golden Days, Frankrijk - Arnaud Desplechin
  - Under the Shadow, Iran en Verenigd Koninkrijk - Babak Anvari

### Beste documentaire
- O.J.: Made in America
  - 13th
  - Cameraperson
  - I Am Not Your Negro
  - Sonita
  - Under the Sun

### John Cassavetes Award
Deze prijs is voor de beste film gemaakt voor minder dan $500.000.
- Spa Night
  - Free in Deed
  - Hunter Gatherer
  - Lovesong
  - Nakom

### Robert Altman Award
Deze prijs voor beste ensemble wordt gegeven aan de regisseur, de casting director en de cast.
- Moonlight
  - Regisseur: Barry Jenkins
  - Casting director: Yesi Ramirez
  - Cast: Mahershala Ali, Patrick Decile, Naomie Harris, Alex Hibbert, André Holland, Jharrel Jerome, Janelle Monáe, Jaden Piner, Trevante Rhodes en Ashton Sanders

## Films met meerdere nominaties
De volgende films ontvingen meerdere nominaties:
| Nominaties | Film                      | Awards |
| ---------- | ------------------------- | ------ |
| 6          | American Honey            |        |
| 6          | Moonlight                 | 6      |
| 5          | Manchester by the Sea     | 1      |
| 4          | Free in Deed              |        |
| 4          | Jackie                    |        |
| 4          | Other People              | 1      |
| 3          | Hell or High Water        | 1      |
| 2          | 20th Century Women        |        |
| 2          | Certain Women             |        |
| 2          | The Childhood of a Leader |        |
| 2          | Chronic                   |        |
| 2          | Little Men                |        |
| 2          | Loving                    |        |
| 2          | Swiss Army Man            |        |
| 2          | The Witch                 | 2      |